# 損傷許容設計
損傷許容設計（そんしょうきょようせっけい、英: damage tolerance design）は、破壊力学に基づいた構造設計手法の一つで、繰り返し荷重がかかる構造物の運用中に検出できない初期欠陥からき裂が発生・進展することを前提として寿命を評価する手法である。近年では破壊現象の積極的な制御を行う手法も取り入れた破壊制御設計に発展している。主に航空機の設計に適用されているが、原子力プラントなどにも応用されている。

## 沿革
1960年代までの安全寿命設計では、実機構造物にたいする疲労試験で目標寿命に十分な裕度があることを確認していたが、検出できない初期欠陥の存在により、少数の実機は目標寿命を満たしていなかった。これが表面化したのが、1954年のコメット連続墜落事故である。この対策として、安全性を多重に保障するフェイルセーフ設計が導入され、安全寿命設計とともに用いられた。1969年に起きたアメリカ空軍の爆撃機F-111の主翼離脱事故により、安全寿命設計の限界が分かり、フェイルセーフ設計を発展させた損傷許容設計が主流になった。1985年の日本航空123便墜落事故では従来の損傷許容設計の考え方でも不十分であることが分かり、損傷許容設計は破壊現象の積極的な制御を目指す破壊制御設計に発展した。